# José Guillermo Del Solar
José Guillermo Del Solar Álvarez-Calderón (Lima, Província de Lima, Perú, 28 de novembre de 1967), és un exfutbolista i Llicenciat en Lletres de la Universitat de Palerm. Jugava en la posició de migcampista, actualment és l'entrenador de l'Universitario de Deportes.

## Biografia
José del Solar, més conegut com a Chemo va néixer el 28 de novembre de 1967 a Lima. De nen va viure en la ciutat de Chimbote, amb els seus 4 germans (Alexandra, Claudia, Alfonso i Fernando), retornant a Lima als 11 anys per a estudiar al Col·legi de la Immaculada i viure amb els seus avis.

## Trajectòria

### Com a futbolista
Paral·lelament als seus estudis escolars, es va iniciar en les divisions menors del Club Universitario de Deportes, entrenat per Fernando Cuéllar. Amb el temps, els estudis universitaris van fer difícil el respectar els horaris de treball en la «O», pel que hagué d'emigrar en qualitat de préstec, a mitjan 1986. La seva destinació va ser el modest Deportivo San Agustín. Aquest quadre li va permetre debutar oficialment en la primera divisió el 9 d'agost del mateix any. Vestint la samarreta del San Agustín, va guanyar el campionat l'any del seu debut.
El 1988, va tornar a Club Universitario de Deportes. El seu primer partit amb la samarreta crema el va disputar enfront de Club Centro Deportivo Municipal. El 1989 és transferit a la Universitat Catòlica de Xile, on el seu bon rendiment en l'equip creuat li va obrir les portes del vell continent. Prop d'un milió i mig de dòlars va desemborsar el CD Tenerife per a comptar amb els seus serveis
A la lliga espanyola, també va defensar els colors d'Espanya també va defensar els colors de la UD Salamanca, Celta de Vigo i del València CF, club al qual va arribar de la mà de Jorge Valdano. La 98/99 va militar a les files del Besiktas turc.
El 1999, va tornar al Perú, al Club Universitario de Deportes, i va aconseguir el campionat d'eixe any. A la següent temporada, va tornar a emigrar, i va jugar en el KV Mechelen de Bèlgica fins a juny, doncs al juliol tornaria al seu país per a guanyar el «Tricampeonato» amb la samarreta crema. En el 2001, el Club Universitario de Deportes no passava un bon moment econòmic, pel que Chemo va decidir jugar gratis per la «O» tot eixe any.
Es va retirar l'any 2002, després d'obtenir el Torneig Obertura.

### Com a entrenador
Va tornar a Espanya per iniciar els estudis com tècnic de futbol, graduant-se en juliol del 2004. Novament de la mà de Jorge Valdano, llavors, mànager esportiu del Reial Madrid, va arribar al club merengue com responsable tècnic del Reial Madrid B, encara que només va estar una setmana en el lloc, ja que va ser separat per una sanció per dopatge de la Federació Peruana de Futbol, encara que ell ja estava retirat com futbolista.
En l'any 2005, va iniciar la seva carrera professional dirigint per només tres partits oficials (igual nombre de derrotes) al Colón de Santa Fe juntament amb l'argentí-espanyol Juan Antonio Pizzi. El mes de maig del mateix any, va assumir la direcció tècnica de l'Sporting Cristall, amb el qual va guanyar el Torneig Clausura i el títol nacional. El 13 de desembre de 2006, la dirigencia de la Universitat Catòlica confirma la seva arribada a la institució, en reemplaçament del destituït Jorge Pellicer, i en juliol del 2007 va ser designat tècnic de la Selecció Peruana.

## Internacional
Va ser internacional amb la selecció de futbol del Perú en 74 ocasions i va marcar 9 gols. Va debutar en la selecció el 28 de gener de 1986, en un torneig amistós en la ciutat de Thiruvananthapuram davant la Selecció de la Xina, que finalitzaria amb marcador de 3-1 a favor dels asiàtics.
Va participar en les eliminatòries per als mundials d'Itàlia 90, USA 94, França 98, renunciant al conjunt peruà abans de finalitzar les eliminatòries, davant les diferències que es van generar entre ell i diversos membres del planter.
No obstant això, per a les eliminatòries per a la Copa Mundial de Futbol de 2002, el tècnic colombià Francisco Maturana el va convèncer per a tornar a la selecció i va participar de tot el procés. La seva última actuació amb la selecció la va disputar el 8 de novembre de 2001, davant l'Argentina.

### Participacions en la Copa Amèrica
| Copa              | Seu       | Resultat     |
| ----------------- | --------- | ------------ |
| Copa Amèrica 1987 | Argentina | Primera fase |
| Copa Amèrica 1989 | Brasil    | Primera fase |
| Copa Amèrica 1991 | Xile      | Primera fase |
| Copa Amèrica 1993 | Equador   | 4ts de final |
| Copa Amèrica 1995 | Uruguai   | Primera fase |
| Copa Amèrica 2001 | Colòmbia  | 4ts de final |

## Clubs

### Com futbolista
| Club                      | Lliga     | Any         |
| ------------------------- | --------- | ----------- |
| Deportivo San Agustín     | Peruana   | 1986 - 1987 |
| Universitario de Deportes | Peruana   | 1987 - 1989 |
| Universidad Católica      | Xilena    | 1989 - 1992 |
| CD Tenerife               | Espanyola | 1992 - 1995 |
| UD Salamanca              | Espanyola | 1995 - 1996 |
| Celta de Vigo             | Espanyola | 1996 - 1997 |
| València CF               | Espanyola | 1997 - 1998 |
| Beşiktaş JK               | Turca     | 1998 - 1999 |
| Universitario de Deportes | Peruana   | 1999 - 2000 |
| KV Mechelen               | belga     | 2000 - 2001 |
| Universitario de Deportes | Peruana   | 2001 - 2002 |

### Com entrenador
| Club                      | Lliga     | Any         |
| ------------------------- | --------- | ----------- |
| Club Atlético Colón       | Argentina | 2005        |
| Sporting Cristal          | Peruana   | 2005 - 2006 |
| Universidad Católica      | Xilena    | 2007        |
| Selecció Peruana          | Perú      | 2007 - 2009 |
| Universitario de Deportes | Peruana   | 2010 -      |

## Palmarès

### Com a futbolista
| Títol                     | Club                      | Any  |
| ------------------------- | ------------------------- | ---- |
| Primera División del Perú | Deportivo San Agustín     | 1986 |
| Primera División del Perú | Universitario de Deportes | 1987 |
| Primera División del Perú | Universitario de Deportes | Perú |
| Primera División del Perú | Universitario de Deportes | Perú |
| Torneo Apertura           | Universitario de Deportes | 2002 |

### Com a entrenador
| Títol                     | Club             | Any  |
| ------------------------- | ---------------- | ---- |
| Primera División del Perú | Sporting Cristal | 2005 |